# Louis Martin (financier)
Pour les articles homonymes, voir Louis Martin et Martin.
Louis Martin (1866-1957,) est un financier et haut fonctionnaire français. 
Polytechnicien (1885-1886), il a été inspecteur général des Finances, puis sous-gouverneur du Crédit foncier de France et directeur général puis gouverneur du Crédit national de 1919 à 1936.